# مردم سان

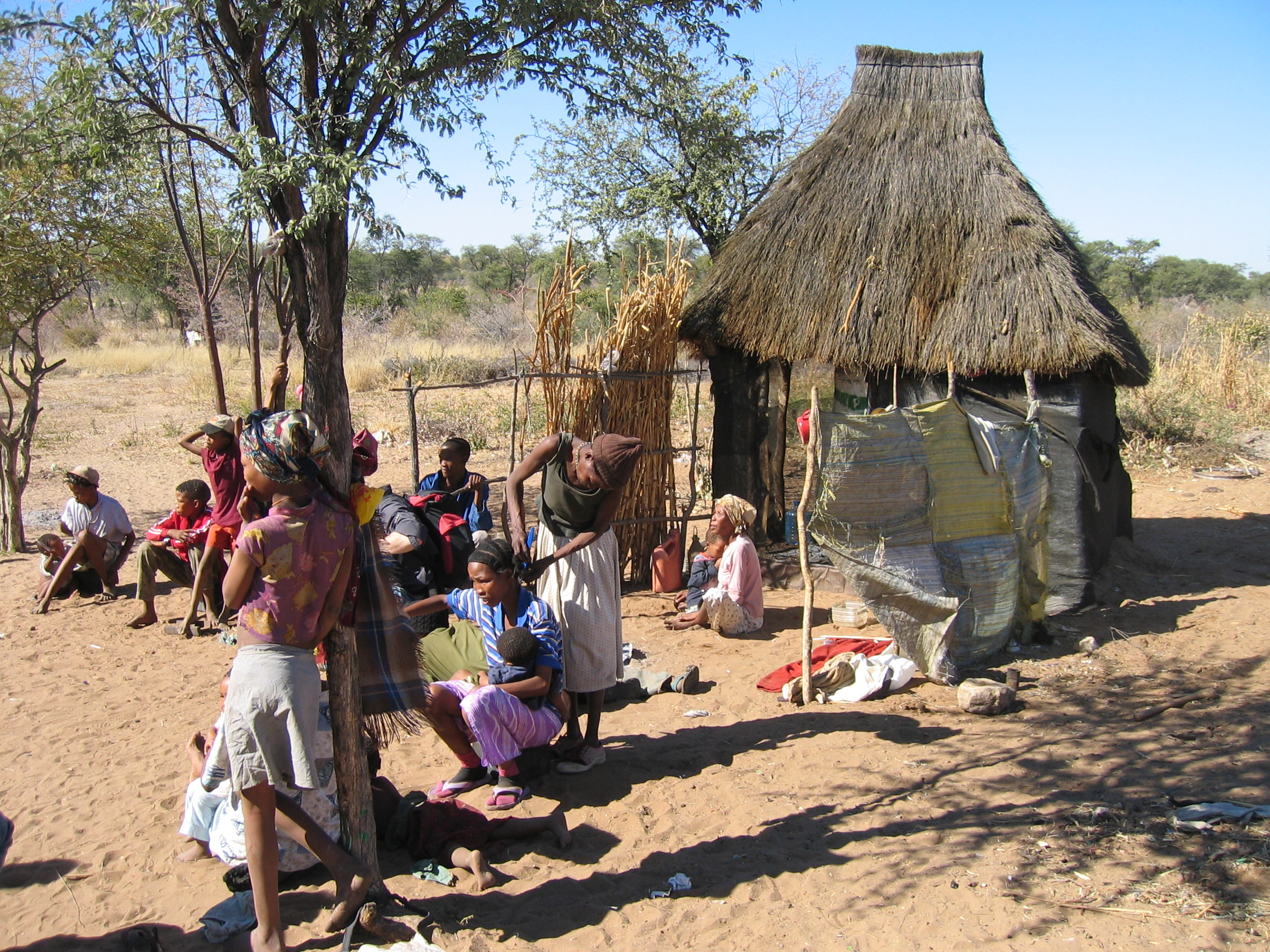
دهکدهٔ بوشمن‌ها، نامیبیا، سال ۲۰۰۵

بوشمن‌ها یا سان‌ها قبایل شکارچی-گردآورندهٔ صحرانشینی هستند که در جنوب قاره آفریقا زندگی می‌کنند. این قوم با قوم خوی‌خوی مرتبط هستند و به همراه آن‌ها گروه خویسان را تشکیل می‌دهند. جمعیت سان‌ها حدود ۹۰ هزار نفر برآورد می‌شود که ۵۵ هزار نفر در بوتسوانا، ۲۷ هزار نفر در نامیبیا، ۱۰ هزار نفر در آفریقای جنوبی و تعداد کمتری در آنگولا، زیمبابوه و زامبیا) زندگی می‌کنند. تا همین اواخر، این مردم بوشمن نامیده می‌شدند، نامی که هلندی‌های مستقر در جنوب آفریقا در سدهٔ هفدهم به آنان دادند. اما اکنون خود سفیدپوستان آفریقای جنوبی عنوان سان را ترجیح می‌دهند که به لهجهٔ کیپ هوتنتو «ساکنان اصلی» معنی می‌دهد. گذشته از این عناوین حکومت بوتسوانا نیز آن‌ها را قوم بساروا می‌نامد.
آنان به‌طور سنّتی شکارچی-گردآورنده هستند و البته از دههٔ ۱۹۵۰ کشاورزی را هم آغاز کرده‌اند. ۶۰ تا ۸۰ درصد غذای قبیله را زنان قبیله گردآوری می‌کنند که بیشتر منشأ گیاهی دارد (انواع میوه‌ها، دانه‌ها، قارچ‌ها، سبزی‌ها و …) در برخی از مناطق ۹۰ درصد از خوراک قبیله با جمع‌آوری غذا تأمین می‌شود. آن‌ها تخم شترمرغ هم جمع‌آوری می‌کنند و از پوستهٔ خالی آن به عنوان ظرف آب استفاده می‌کنند. حشرات حدود ۱۰ درصد غذای آن‌ها را تشکیل می‌دهد و بیشتر در فصل خشک به تغذیه از حشرات روی می‌آورند. ملخ، جیرجیرک، هزارپا، بید، پروانه و موریانه از حشراتی هستند که سان‌ها می‌خورند.
مردان به شکار می‌روند و با دنبال کردن ردپاها مسیرهای طولانی و دشواری را برای یافتن طعمه‌ها می‌پیمایند. آن‌ها برای شکار از تیروکمان و زوبین‌های سمی استفاده می‌کنند. آن‌ها این سم را که دیامفوتوکسین نامیده می‌شود، از لارو نوعی سوسک درست می‌کنند.
قبیلهٔ سان اطلاعات ارزشمندی در رابطه با انسان‌شناسی و ریشه‌شناسی ژنتیکی را دارا هستند. یک مطالعهٔ گسترده در مورد تنوع ژنتیکی در آفریقا که در سال ۲۰۰۹ تکمیل شد نشان داد که مردم سان جزء ۵ گروهی هستند که از تنوع ژنتیکی بسیار بالایی برخوردارند. این قبیله به عنوان یکی از ۱۴ قبیله‌ای شناخته می‌شود که به‌عنوان قبایل اولیه در شکل‌گیری انسان خردمند (هومو ساپینس) نقش داشته‌اند. هم‌اکنون طیف قابل توجهی از الگوهای ظاهری را که بازتابی از پراکندگی و گوناگونی جمعیت فعلی جهان است در بین مردم این قبیله می‌توان مشاهده کرد.